# 师范大学站 (沈阳市)
师范大学站位于辽宁省沈阳市沈北新区，是沈阳地铁2号线的车站，于2013年12月30日随二号线北延线一期启用，车站名称来源于主体结构旁边的沈阳师范大学。

## 车站结构
本站主体位于道义南大街两侧，为地下双层岛式车站，地下一层为站厅层，地下二层为站台层，设有一组岛式站台。
本站与航空航天大学站之间设有一条单渡线，曾供二号线北延线一期进行折返使用，在二号线北延线二期开通后，常规载客列车不再使用该渡线执行折返，但该渡线可供列车在紧急情况下折返使用。
2013年12月30日至2018年2月3日期间，由于二号线所有列车均需要使用该渡线进行折返，列车在本站与航空航天大学站之间以单线双向方式运作，因此开往航空航天大学站的列车需在本站等待始发列车驶出后方可继续行驶。这一情况使得二号线车隔在北延线二期通车前无法进一步缩短，也使得随一期工程修建完成的辽宁大学站因无法满足列车折返需要而延后启用时间。
本站B出入口一侧的乘客服务中心曾于2017年9月8日至2021年10月8日设有盛京通业务办理窗口，后因利用率低及盛京通公司内部调整，该网点被迁移至航空航天大学站C出入口。在本次迁移前，本站的盛京通网点为盛京通公司自营网点之中最北的网点。

### 车站楼层
| 1层               | 出入口 | A、B、D出入口 |
| B1层              | 站厅   | E出入口（往沈北华强广场）、乘客服务中心、自动售票机、自动售货机、安检                                             |
| B2层              | 站台   | \| \| \| █ 2号线往蒲田路（航空航天大学） \| \| 島式 · 開左邊车门 \| \| \| \| \| \| █ 2号线往桃仙机场（医学院） \| |
|                   |        | █ 2号线往蒲田路（航空航天大学）                                                                                   |
| 島式 · 開左邊车门 |        | |
|                   |        | █ 2号线往桃仙机场（医学院）                                                                                       |

### 车站出口
车站设置4个出入口，A、B出入口位于道义南大街西侧，D出入口位于道义南大街东侧，E出入口为通往沈北华强广场的通道（该通道也是二号线北延线工程中唯一的地下连接通道），A出入口近沈北华强广场外广场处设无障碍电梯。
由于位于沈阳师范大学校内的辽宁古生物博物馆位于本站D出入口旁，2025年5月起，二号线列车在预报站中增加“前往辽宁古生物博物馆的乘客，请在本站下车”的提示。
| 出口编号              | 出口指示        | 建议前往的目的地                                                                        | 照片 |
| --------------------- | --------------- | --------------------------------------------------------------------------------------- | ---- |
| 出口 · A · 升降机标志 | 正良一路 路北   | 正良一路、师范大学站P+R停车场、五台子村、华强城、沈阳华强诺华廷酒店、道义一街、郡原悦城 |      |
| 出口 · B              | 道义南大街 路西 | 道义南大街、文溪路、香树湾、名仕经典、阜新银行皇姑支行、盾安新一尚品                    |      |
| 出口 · D              | 道义南大街 路东 | 道义南大街、沈阳师范大学、辽宁古生物博物馆、东佳瑞士酒店、辽宁教育研究院                |      |
| 出口 · E              | 沈北华强广场    | 沈北华强广场（服务时间10:00-21:30）                                                     |      |
| 註： 設有             |                 |                                                                                         |      |

## 利用状况
本站位于沈阳师范大学旁，距离该校正门仅数十米，同时也有居民区和沈北华强广场等商业设施，进出站客流主要以师范大学的学生和附近居民为主。
同时，因本站始发的部分公交车可以往来于方特欢乐世界、七星海世界和稻梦空间等景区，部分游客也选择在本站下车，换乘公交车前往以上景区。
在北延线二期开通前，也有部分辽宁大学等校的学生使用本站往来市区，或在航空航天大学站上车后乘坐至本站，再到对面站台乘坐列车（因二号线北延线一期在航空航天大学站采用不清客折返模式，这一做法有更大可能让乘客坐到座位）。

## 公交接驳
| 沈阳师范大学（站位位于道义南大街，南向站位B出入口旁，北向站位D出入口旁） \| 编号 \| 编号 \| 线路 \| 线路 \| 线路 \| 收费 \| 运营商 \| 备注 \| \| ------ \| -------------- \| ---------------- \| -------------- \| -------------------- \| ----- \| -------- \| ------------------------------------------------------------------------------------ \| \| \| 141 \| 辽宁大学蒲河校区 \| ⇆ \| 兴华公园北 \| 2元 \| 地铁公交 \| \| \| \| 157 \| 地铁惠民新城 \| ⇆ \| 五爱市场西区 \| 2元 \| 黄河公司 \| 原 338 \| \| \| 178 \| 郭七 \| ⇆ \| 北海街联合路北 \| 2元 \| 沈北巴士 \| \| \| \| 191 \| 沈阳师范大学 \| 主线 ⇆ \| 方特欢乐世界 \| 2元 \| 安捷沈北 \| 主线经沈阳航空航天大学南门 \| \| 支线 ⇆ \| 191 \| 沈阳师范大学 \| 光谷联合科技园 \| \| 2元 \| 安捷沈北 \| 主线经沈阳航空航天大学南门 \| \| \| 192 \| 方特欢乐世界 \| ⇆ \| 沈阳师范大学 \| 2元 \| 沈北巴士 \| 经沈阳工程学院 \| \| \| 236 \| 方特欢乐世界南门 \| ⇆ \| 沈阳北站 \| 2元 \| 黄河公司 \| \| \| \| 255 \| 方特欢乐世界南门 \| ⇆ \| 沈阳站北（北二马路） \| 2元 \| 地铁公交 \| \| \| \| 326 \| 新城子 \| ⇆ \| 五爱市场西区 \| 2–4元 \| 客运一分 \| 分段收费 使用盛京通卡需上下车各刷卡一次 高峰时段新城子部分始发班次以沈阳师范大学终点 \| \| \| 381 \| 石佛寺 \| ⇆ \| 沈阳师范大学 \| 2–4元 \| 黄河公司 \| 分段收费 不可使用盛京通卡 \| \| \| 382 \| 新城子邮局 \| ⇆ \| 沈阳师范大学 \| 2–4元 \| 客运一分 \| 分段收费 不可使用盛京通卡 \| \| \| 393 \| 沈阳师范大学 \| 主线 ⇆ \| 平罗 \| 2–3元 \| 黄河公司 \| 仅工作日服务 分段收费 不可使用盛京通卡 \| \| 支线 ⇆ \| 393 \| 沈阳师范大学 \| 沟子沿 \| \| 2–3元 \| 黄河公司 \| 仅工作日服务 分段收费 不可使用盛京通卡 \| \| \| 稻梦空间直通车 \| 稻梦空间 \| ⇆ \| 沈阳师范大学 \| 1–5元 \| 安捷沈北 \| 沈北新区客运班线 定时发车，节假日加车 不可使用盛京通卡 \| |                |                  |                |                      |       |          |                                                                                      |
| 註釋 |                |                  |                |                      |       |          |                                                                                      |
| - 所有以本站始发的线路均在D出入口旁的北向站位始发。 |                |                  |                |                      |       |          |                                                                                      |
| 编号 | 编号           | 线路             | 线路           | 线路                 | 收费  | 运营商   | 备注                                                                                 |
| | 141            | 辽宁大学蒲河校区 | ⇆              | 兴华公园北           | 2元   | 地铁公交 |                                                                                      |
| | 157            | 地铁惠民新城     | ⇆              | 五爱市场西区         | 2元   | 黄河公司 | 原 338                                                                               |
| | 178            | 郭七             | ⇆              | 北海街联合路北       | 2元   | 沈北巴士 |                                                                                      |
| | 191            | 沈阳师范大学     | 主线 ⇆         | 方特欢乐世界         | 2元   | 安捷沈北 | 主线经沈阳航空航天大学南门                                                           |
| 支线 ⇆ | 191            | 沈阳师范大学     | 光谷联合科技园 |                      | 2元   | 安捷沈北 | 主线经沈阳航空航天大学南门                                                           |
| | 192            | 方特欢乐世界     | ⇆              | 沈阳师范大学         | 2元   | 沈北巴士 | 经沈阳工程学院                                                                       |
| | 236            | 方特欢乐世界南门 | ⇆              | 沈阳北站             | 2元   | 黄河公司 |                                                                                      |
| | 255            | 方特欢乐世界南门 | ⇆              | 沈阳站北（北二马路） | 2元   | 地铁公交 |                                                                                      |
| | 326            | 新城子           | ⇆              | 五爱市场西区         | 2–4元 | 客运一分 | 分段收费 使用盛京通卡需上下车各刷卡一次 高峰时段新城子部分始发班次以沈阳师范大学终点 |
| | 381            | 石佛寺           | ⇆              | 沈阳师范大学         | 2–4元 | 黄河公司 | 分段收费 不可使用盛京通卡                                                            |
| | 382            | 新城子邮局       | ⇆              | 沈阳师范大学         | 2–4元 | 客运一分 | 分段收费 不可使用盛京通卡                                                            |
| | 393            | 沈阳师范大学     | 主线 ⇆         | 平罗                 | 2–3元 | 黄河公司 | 仅工作日服务 分段收费 不可使用盛京通卡                                               |
| 支线 ⇆ | 393            | 沈阳师范大学     | 沟子沿         |                      | 2–3元 | 黄河公司 | 仅工作日服务 分段收费 不可使用盛京通卡                                               |
| | 稻梦空间直通车 | 稻梦空间         | ⇆              | 沈阳师范大学         | 1–5元 | 安捷沈北 | 沈北新区客运班线 定时发车，节假日加车 不可使用盛京通卡                               |

## 历史
- 2013年12月30日 - 本站随2号线北延线一期开通。